# Austrotartessus issa
Austrotartessus issa är en insektsart som beskrevs av George Willis Kirkaldy 1907. Austrotartessus issa ingår i släktet Austrotartessus och familjen dvärgstritar. Inga underarter finns listade i Catalogue of Life.